# Ольгинская (Приморско-Ахтарский район)
Ольгинская — станица в Приморско-Ахтарском районе Краснодарского края.
Административный центр Ольгинского сельского поселения.

## География
Станица расположена в степной зоне, в 32 км к юго-востоку от районного центра — города Приморско-Ахтарска. Железнодорожная станция Ольгинская на линии Тимашёвск — Ахтари.

### Улицы
| - пер. Школьный, - ул. Ахтарская, - ул. Вольная, - ул. Восточная, - ул. Ейская, - ул. Железнодорожная, - ул. Западная, - ул. Казачья, - ул. Карла Маркса, | - ул. Кирова, - ул. им. Кичи, - ул. Комсомольская, - ул. Красноармейская, - ул. Краснодарская, - ул. Ленина, - ул. Лушпая, - ул. Макара Мазая, - ул. Мира, - ул. Почтовая | - ул. Молчановская, - ул. Новая, - ул. Почтовая, - ул. Привокзальная, - ул. Роговская, - ул. Северная, - ул. Степная, - ул. Яна Берзина. |

## История
Хутор Добровольный был основан в 1876 году.
В 1904 году хутор был преобразован в станицу и получил название Ольгинская по имени Великой княжны Ольги Николаевны.

## Население
| 1979 | 2002  | 2010  | 2021  |
| ---- | ----- | ----- | ----- |
| 5198 | ↘4384 | ↗4934 | ↘4892 |

## Известные уроженцы
- Кроленко, Николай Иванович (1899—1969) — советский военачальник, генерал-лейтенант авиации
- Сафонов, Павел Фёдорович — советский дипломат.
- Мазай, Мака́р Ники́тович — советский металлург.
- Билый, Игнат Архипович — кубанский казак.
- Павел Дмитриевич Кича — кавалер 3-х орденов Славы, ордена Красной звезды, Ордена Великой Отечественной войны 1 степени, награждён несколькими медалями, участник Парада Победы 1945 года.